# Lynch (Kentucky)
Lynch es una ciudad ubicada en el condado de Harlan en el estado estadounidense de Kentucky. En el Censo de 2010 tenía una población de 747 habitantes y una densidad poblacional de 948,74 personas por km².

## Geografía
Lynch se encuentra ubicada en las coordenadas 36°57′51″N 82°54′52″O / 36.96417, -82.91444. Según la Oficina del Censo de los Estados Unidos, Lynch tiene una superficie total de 0.79 km², de la cual 0.79 km² corresponden a tierra firme y (0%) 0 km² es agua.

## Demografía
Según el censo de 2010, había 747 personas residiendo en Lynch. La densidad de población era de 948,74 hab./km². De los 747 habitantes, Lynch estaba compuesto por el 77.78% blancos, el 20.88% eran afroamericanos, el 0.13% eran amerindios, el 0.27% eran asiáticos, el 0% eran isleños del Pacífico, el 0% eran de otras razas y el 0.94% pertenecían a dos o más razas. Del total de la población el 0.8% eran hispanos o latinos de cualquier raza.